# NGC 6635
NGC 6635 (другие обозначения — UGC 11239, MCG 2-47-3, PGC 61900) — линзообразная галактика (S0) в созвездии Геркулес.
Этот объект входит в число перечисленных в оригинальной редакции «Нового общего каталога».